# Ilha Caravela
Ilha Caravela är en ö i Guinea-Bissau. Den ligger i den västra delen av landet, 90 km väster om huvudstaden Bissau. Arean är 128 kvadratkilometer.
Terrängen på Ilha Caravela är mycket platt. Öns högsta punkt är 47 meter över havet. Den sträcker sig 12,3 kilometer i nord-sydlig riktning, och 19,4 kilometer i öst-västlig riktning.